# Kanton Meylan
Meylan is een kanton van het Franse departement Isère. Het kanton maakt deel uit van het arrondissement Grenoble. Het heeft een oppervlakte van 64.28 km² en telt 44.454 inwoners in 2018, dat is een dichtheid van 692 inwoners/km².

## Gemeenten
Het kanton Meylan omvatte tot 2014 de volgende 4 gemeenten:
- Corenc
- Meylan (hoofdplaats)
- Le Sappey-en-Chartreuse
- La Tronche

Door de herindeling van de kantons bij decreet van 18 februari 2014; met uitwerking op 22 maart 2015, werd het kanton uitgebreid met volgende 4 gemeenten:
- Biviers
- Domène
- Montbonnot-Saint-Martin
- Murianette